# 瓦洛彭县
瓦洛彭县（印尼语:Kabupaten Waropen）是印度尼西亚巴布亚省西北的一个县，滨邻极乐鸟湾。2010年普查共24,639人，2014年估计共30,318人。瓦洛彭县2003年之前是亚彭瓦洛彭县（印尼语：Kabupaten Yapen Waropen）的一部分。

## 经济
古代，该地区由臣属于蒂多雷苏丹国的瓦洛彭领主统治。
瓦洛彭县经济落后，通讯和交通设施缺乏，甚至县政府与下属各区的联系都很困难。
本县经济以农业为主，依赖自然资源，森林资源丰富，木材储量可观。2002年林业产值占全县经济产值的56.79%。
农业种植以红豆、木薯、山药等作物为主，大米主要从其他地区进口，大米在本县的种植面积仅21公顷，年产53吨。居民日常生活的主食是西米、木薯和红薯。从土壤类型和适种面积来看，瓦洛彭县有发展种植园作物的潜质，商品作物如椰子、可可、咖啡、棕榈、胡椒、香草等种植面积共1317公顷。各种植园均种植可可，总面积达800公顷，可可豆已出口至望加锡和泗水等地。
渔业在瓦洛彭县也有很大潜力，但是捕捞工具原始，鱼也仅供本家庭食用或在当地市场贩售。

## 交通
茂密的原始森林加上复杂地形，导致大部分村落难以抵达。仅在波塔瓦有柏油马路。
乘船到塞鲁伊需三小时，瓦洛彭县与外界的商品流通也主要经过塞鲁伊。

## 行政区划
瓦洛彭县下设10个区（Kecamatan或Distrik）。
| 区            | 人口 2010普查 |
| ------------- | ------------- |
| Waropen Bawah | 4,907         |
| Inggerus      | 1,618         |
| Ureifaisei    | 6,401         |
| Oadate        | 1,466         |
| Wapoga        | 1,706         |

| 区           | 人口 2010普查 |
| ------------ | ------------- |
| Masirei      | 1,315         |
| Risei Sayati | 1,627         |
| Demba        | 2,006         |
| Walani       | 2,279         |
| Kirihi       | 1,314         |